# Le Farceur
Pour plus de détails, voir Fiche technique et Distribution.
Le Farceur est un film français réalisé par Philippe de Broca, sorti en 1961.

## Synopsis
Édouard Berlon est un séducteur impénitent, qui vit chez son oncle Théodose, avec sa belle-sœur Pilou, son frère Guillaume, et la bonne Olga. Un jour, il tombe amoureux d'Hélène, la femme d'un riche industriel, guère habituée à tant de fantaisie... Elle se laissera séduire, mais sans lendemain, de toute manière Édouard est déjà occupé par d'autres conquêtes.

## Fiche technique
- Titre : Le Farceur
- Réalisateur : Philippe de Broca
- Assistant-réalisateur : Georges Pellegrin
- Scénario : Philippe de Broca, Daniel Boulanger
- Dialogues : Daniel Boulanger
- Décors : Jacques Saulnier
- Photographie : Jean Penzer
- Cameraman : Pierre Lhomme
- Son : Jean Labussière, Vartan Karakeusian, assistés d'Yves Dacquay
- Montage : Laurence Méry-Clark, assistée de Nina Companeez
- Musique : Georges Delerue
- Producteur : Claude Chabrol
- Producteur exécutif : Roland Nonin
- Directeur de production : Tonio Suné
- Société de production : Ajym Films
- Société de distribution : Films Fernand Rivers
- Pays d'origine :  France
- Tournage : du 14 mars au 30 avril 1960
- Langue originale : français
- Format : noir et blanc — 35 mm — 1,66:1 — son mono
- Genre : comédie
- Durée : 88 minutes
- Date de sortie : France : 20 janvier 1961
- Affiche : Jouineau Bourduge (France)

## Distribution
- Anouk Aimée : Hélène Laroche, la femme d'André séduite par Édouard
- Jean-Pierre Cassel : Édouard Berlon, un séducteur impénitent
- Geneviève Cluny : Pilou Berlon, femme de Guillaume et ex femme d'Edouard
- Anne Tonietti : Olga, la servante des Berlon
- Palau : l'oncle Théodose, le patriarche des Berlon
- Georges Wilson : Guillaume Berlon, le mari de Pilou et frère d'Edouard
- François Maistre : André Laroche, homme d'affaires, mari d'Hélène
- Jacques Balutin : un amoureux au cabaret
- Daniel Boulanger : un musicien chauve au cabaret
- Claude Mansard : l'autre musicien au cabaret
- Louise Chevalier : une concierge
- Marcel Gassouk : un homme dans le cabaret
- Irène Chabrier : Aline, la fille de l'auberge
- Liliane Patrick : Solange, la fille du cabaret
- Jean-Pierre Rambal : Paul, le domestique des Laroche
- Pascal Bressy

## Accueil
« Comme dans Les Jeux de l'amour, premier film de Philippe de Broca, la complicité qui unit ce dernier et son interprète, Jean-Pierre Cassel, fait merveille. Le ton est original. On sent l'influence de la comédie américaine d'avant guerre. Les dialogues de Daniel Boulanger – comparse habituel de De Broca – sont brillants, pétillants, légers comme une improvisation. Quant au tableau de famille (avec un vieil oncle original, si bien campé par Pierre Palau), il est joliment enlevé. Ce marivaudage subtil et bien français réussissait alors à dessiner une troisième voie – qui restera, hélas, lettre morte – entre "qualité française" et nouvelle vague. Un très bon divertissement, à redécouvrir. »

— Aurélien Ferenczi, Télérama, 24 décembre 2011
Le film a obtenu le Prix du meilleur scénario au XIII Festival international du film de Locarno